# Carla Serena
Carla Serena, pseudónimo literario de Caroline Hartog Morgensthein, (Amberes, 1820 – Atenas, 1884) fue una escritora y exploradora belga. Dedicó su vida a viajar y realizar estudios geográficos que le sirvieron como base para redactar sus obras. Posteriormente llegó a ser comparada con exploradores de la talla de Ida Pfeiffer.

## Biografía
Hartog se casó con Leone Serena, de forma que adquirió la nacionalidad italiana y comenzó a explorar el mundo en 1873, a la edad de 53 años. Su primer destino fue Viena, donde se centró principalmente en su Exposición Universal que más tarde pasaría a describir en sus Lettres d’Autriche de forma notable; esos escritos fueron conservados por el emperador Francisco José que los incluyó en su biblioteca particular.   
En 1874, se desplazó a Estocolmo donde el rey Óscar II le ofreció una protección especial, estableciendo un itinerario por Suecia y Noruega en el que Serena acabó provista de numerosas cartas de recomendación. Como resultado de esta etapa de su viaje escribió sus Lettres Scandinaves que le proporcionaron la medalla de oro Litteris et Artibus otorgada por la Casa real de Suecia.   
Después, su viaje transcurrió por Egipto, Siria, Turquía, Tierra Santa, Líbano y Grecia, donde la nombraron miembro honorario del Syllogus, una asociación para la enseñanza de las mujeres, tras lo que escribió sus Lettres Helleniques. Posteriormente se dirigió al Cáucaso, donde permaneció durante dos años analizando las tribus más ocultas del mar Caspio y del mar Negro. En 1877, se enfrentó a la Guerra ruso-turca, también conocida como Guerra de Oriente, en la que, gracias a sus numerosos actos de valor, recibió el agradecimiento de Alejandro II y del Gran Duque Mijáilovich de Rusia.  
Después de la guerra, Serena cayó enferma, lo que le impidió volver a su país y la obligó a dirigirse hacia Persia. Una vez allí, pasó el invierno en Teherán debido a la nieve hasta conseguir regresar por el litoral Caspio y el Volga. Después, se adentró en la comarca de los Kamulkos, donde fue recibida por el Gran Lama que la hospedó en su casa y le otorgó su bendición, permitiéndole emprender de nuevo su viaje hacia Moscú.
Finalmente, se dirigió hacia Viena y París, en donde tanto la sociedad geográfica parisina como la vienesa la nombraron miembro corresponsal, siendo la primera vez hasta el momento que una Sociedad de Geografía le concedía dicho honor a una mujer. Asimismo, continuó su viaje a Lisboa, al recibir una invitación para el Congreso Antropológico de forma que la sociedad española consiguió oír de cerca las palabras de la viajera.

### Conferencia Internacional de Madrid
El 21 de diciembre de 1880, Serena, que era redactora de Le Gran Journal de París, en presencia del Presidente Cánovas del Castillo y del Vicepresidente Saavedra, pronunció una conferencia en un perfecto francés sobre los pueblos de la región transcaucásica y sus costumbres. Dicha conferencia duró aproximadamente hora y media en la que fue interrumpida varias veces por los aplausos de los asistentes. Agradeció de una forma especial la asistencia de las numerosas mujeres que formaban la audiencia, cuya presencia “daba mayor brillo y solemnidad a esta reunión". En la conferencia, Cánovas afirmó: 
“Como fiel intérprete de los sentimientos del público, que tantos y merecidos aplausos acaba de prodigarle, me complazco en reconocer que su talento, ingenio y erudición igualan a la singular energía y entusiasmo que la llevaron a recorrer países lejanos por el noble afán de estudiar en el propio terreno la vida y curiosas costumbres de los pueblos y tribus del Cáucaso".

### Trayectoria profesional
En 1880, Serena fue presentada a la redacción de La France que recomendó sus historias a la casa Hachette quien apostó por ella escogiendo sus mejores relaciones de viajes para publicarlas. Además, los editores Charpentier y Dreyfous llegaron a publicar sus mejores obras, entre las que destacan Une Européenne en Perse, Hommes et choses en Perse, Mon Voyage : souvenirs personnels, Seule dans les Steppes o De la Baltique à la mer Caspienne.

Cabe destacar el último saludo que le dirigió un periódico de París a la viajera italiana tras su muerte, según aporta el periódico español La Palma: 
“Que la tierra le sea ligera y que continúe viajando por el otro mundo, por los planetas hermanos del nuestro, por Marte o por Venus, donde volveremos a verla seguramente algún día con su bastón de viajera en la mano.”
El poeta Víctor Hugo autografió en el primer tomo del libro Mon voyage, souvenirs personnels : De la Baltique à la mer Caspienne a modo de recomendación para los lectores y de felicitación para la propia escritora:
« 3 aout, 1880, Paris. Vos récits, madame, m’ont singulièrement intéressé. Parmi les voyageuses utiles et vaillantes de ce siècle, une voyageuse sera comptée ; ce sera vous. L’avenir vous rendra l’hommage que je vous rends aujourd’hui. »
Dicha carta fue traducida y posteriormente publicada por el periódico español La ilustración Española y Americana:
“3 de agosto de 1880, París. Señora: Vuestra narración me ha interesado singularmente. Entre los viajeros útiles y valerosos de este siglo hay una viajera: sois vos. El porvenir os tributará el homenaje que yo me complazco en poder tributaros hoy. Víctor Hugo.”

## Obra
- Lettres Scandinaves. Stockholm, 1874. Print.
- Mon Voyage : souvenirs personnels. Paris, M. Dreyfous, 1881.
- Hommes et choses en Perse. Paris, G. Charpentier, 1883.
- Seule Dans Les Steppes: Épisodes De Mon Voyage Aux Pays Des Kalmoucks Et Des Kirghiz. Paris, G. Charpentier, 1883.
- Une Européenne En Perse. Paris, M. Dreyfous, 1890.
- De La Baltique À La Mer Caspienne. Paris, 1875.